# Linkin Park
Linkin Park je americká rocková skupina založená v roce 1996, původem z Kalifornie. Skupina se proslavila svým debutovým albem Hybrid Theory, které prodalo po celém světě více než 29 milionu kusů. Následující album Meteora upevnila úspěch skupiny, ale další alba Minutes to Midnight a A Thousand Suns představují odklon Linkin Park od jejich původního stylu. V roce 2012 vydali desku Living Things, kde smíchala všechny předchozí zvuky do jednoho. V roce 2014 skupina vydala desku s názvem The Hunting Party, ve které se částečně vrátila ke svému původnímu stylu. Kapela prodala již více než 100 milionů alb a dostala dvě ceny Grammy.
Její řadově sedmé studiové album s názvem One More Light bylo vydáno v květnu 2017. Album bylo některými fanoušky zavrhováno pro svůj odklon od klasické tvorby Linkin Park a výrazné inklinaci k popové hudbě. Nicméně i přes výtky menšiny fanoušků mělo album celosvětový úspěch a v mnoha zemích se stalo nejprodávanějším albem skupiny vůbec. Krátce po ukončení dvouměsíčního evropského turné One More Light (6. května – 6. července 2017) spáchal frontman kapely Chester Bennington sebevraždu oběšením ve svém domě v Kalifornii. Jeho tělo bylo objeveno 20. července 2017. Kapela Linkin Park na jeho počest uspořádala 27. října 2017 koncert s názvem „Linkin Park & Friends Concert Celebrating Chester Bennington“, kterého se zúčastnili např. Blink-182, Korn, Bring Me The Horizon nebo Machine Gun Kelly. Skupina až do září 2024 neoficiálně ukončila činnost. Dne 5. září 2024 se skupina vrátila a odehrála koncert. Během něj byla odhalena nová zpěvačka skupiny Emily Armstrong, jež nahradila zesnulého Chestera Benningtona. Ve skupině skončil i bubeník Rob Bourdon, jeho místo obsadil Colin Brittain.

## Historie skupiny

### Založení a počátky (1996–2000)
První zakladatelé této skupiny byli Michael Kenji Shinoda a Bradford Philip Delson. Bydleli poměrně blízko sebe v Agoura Hills, chodili spolu na střední školu, ale pokud šlo o oblíbené hudební styly, kráčeli každý jiným směrem. Mike žil hip hopem a Brad preferoval metal. Jednou se oba dva sešli na společném koncertu dvou skupin, jejichž tvorba se zakládala na kombinaci různých hudebních stylů (šlo o společný koncert kapel Anthrax a Public Enemy), což se jim velmi zalíbilo. Tehdy se datoval rok 1996. Mike s Bradem se dali dohromady s dalšími budoucími členy Joem Hahnem a Robem Bourdonem. Postupně se k nim přidali i David „Phoenix“ Farrell a Mark Wakefield. Tehdy se ještě skupina jmenovala Xero a podařilo se jim nahrát první demo nahrávku obsahující 4 písně. Tato nahrávka dnes patří mezi nejcennější sběratelské předměty.

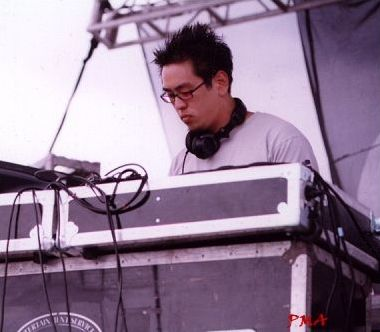
Joe Hahn v roce 2001

Mike se přes známé dozvěděl o Chesteru Benningtonovi, zpěvákovi skupiny Grey Daze, která byla v té době dost populární ve Phoenixu ve státě Arizona. Mike poslal Chesterovi několik instrumentálních písní, do kterých Chester nahrál svůj zpěv. Kvůli tomuto nahrávání zmeškal Chester i oslavu svých narozenin. Když poté pustil nahrávky Mikovi rovnou do telefonu, z Mika úžasem vypadlo: „Chlape, jestli jsi jen z poloviny tak dobrý, jako tvůj hlas, máš práci “. Chester následující den vyrazil z Phoenixu do L.A., kde se setkal i se zbytkem skupiny.
Po odchodu Marka Wakefielda a jeho nahrazení Chesterem se skupina přejmenovala na „Hybrid Theory“. Bohužel se již jedna skupina takto jmenovala a jim nezbývalo, než přijít s jiným názvem. Tehdy přišli s nápadem vypůjčit si jméno Lincoln Park – což je jméno, které má v každém americkém městě alespoň jeden park. Později ale zjistili, že si na toto jméno nemohou založit internetové stránky, protože doména s tímto jménem je už obsazená. Tehdy se rozhodli mírně pozměnit i název, ze kterého se stalo „Linkin Park“. Výslovnost obou je totiž v mluvené angličtině poměrně podobná. Po natočení klipu k prvnímu singlu, „One Step Closer“, vyšla 24. října 2000 i debutová deska, která se rychle vyhoupla na přední příčky prodejnosti a zajistila tak Linkin Park obrovský úspěch.

### AlbaHybrid TheoryaReanimation(2000–2002)
Souběžně s vydáním debutové desky Hybrid Theory se Linkin Park vydali na turné, kdy během jednoho roku odehráli 324 koncertů, které se mezi fanoušky skupiny staly notoricky známými a oblíbenými, zvláště pro jejich jedinečnou atmosféru. Kromě vlastních koncertů se také zúčastnili několika větších festivalů, aby v roce 2001 nakonec zorganizovali svůj vlastní, nazvaný Projekt Revolution. Ten měl, a stále má za cíl, přivést na jedno pódium skupiny a umělce, reprezentující co nejširší spektrum hudebních žánrů. Rok 2001 také pro Linkin Park znamenal první nominace na hudební ocenění, a to od stanice MTV, časopisů Kerrang! a Rolling Stone a dokonce i od americké akademie populární hudby, udělující ceny Grammy. Album Hybrid Theory prodalo po celém světě více než 29 milionů kusů, čímž se stalo nejprodávanější nahrávkou od kapely a jedno z nejúspěšnější CD nového milénia.
V atmosféře brzkého a všeobecného očekávání nové desky pokračovali Linkin Park v koncertování a současně pracovali na materiálu pro novou desku. V prosinci 2002 se skupina přesunula do studia, kde zkompletovala veškerá natočená dema a začala s nahráváním. Konečný produkt, deska jménem Meteora, vyšla 25. března 2003.

### AlbumMeteora(2003–2004)
Album Meteora se okamžitě vyhouplo na přední příčky prodejnosti, a ve Spojených státech se stalo třetím nejprodávanějším albem roku, přestože nedosáhlo úspěchů svého předchůdce. Souběžně s vydáním nové desky se Linkin Park opět vydali na celosvětové turné, po němž následoval další ročník Projektu Revolution. V nezmírněném tempu koncertů pokračovala skupina i v roce 2004, s jedním z jejich nejznámějších a nejlépe hodnocených vystoupení, konkrétně na festivalu Rock Am Ring 2004. I v těchto letech se Linkin Park podařilo s deskou Meteora zvítězit v mnoha hudebních anketách a soutěžích, a to například za nejlepší videoklip na MTV European Music Awards 2004 a Umělec roku a Skladba roku na Radio Music Awards 2004. Místo příprav na další desku se Linkin Park na konci roku 2004 rozhodli odložit na chvíli hudební projekty stranou a užít si volný čas s rodinou a přáteli. Do toho ale přišla nabídka MTV zúčastnit se společného projektu s americkým rapperem Jay-Z. Tomuto stylu se přisuzuje označení mash-up, jeho principem je spojování různých skladeb stylově odlišných interpretů do jedné.

Album Collision Course, výsledek této spolupráce, vyšlo v listopadu 2004. K albu bylo přiloženo i DVD se záznamem živého provedení skladeb v losangeleském Roxy Theatre. Po tomto projektu se Linkin Park začali naplno věnovat charitativnímu projektu Music for Relief, jenž měl za cíl pomoci jihovýchodní Asii postižené ničivou vlnou tsunami v prosinci 2004. Na podporu tohoto projektu byl také uspořádán benefiční koncert, na kterém kromě Linkin Park vystoupili i No Doubt, Jay-Z a další.

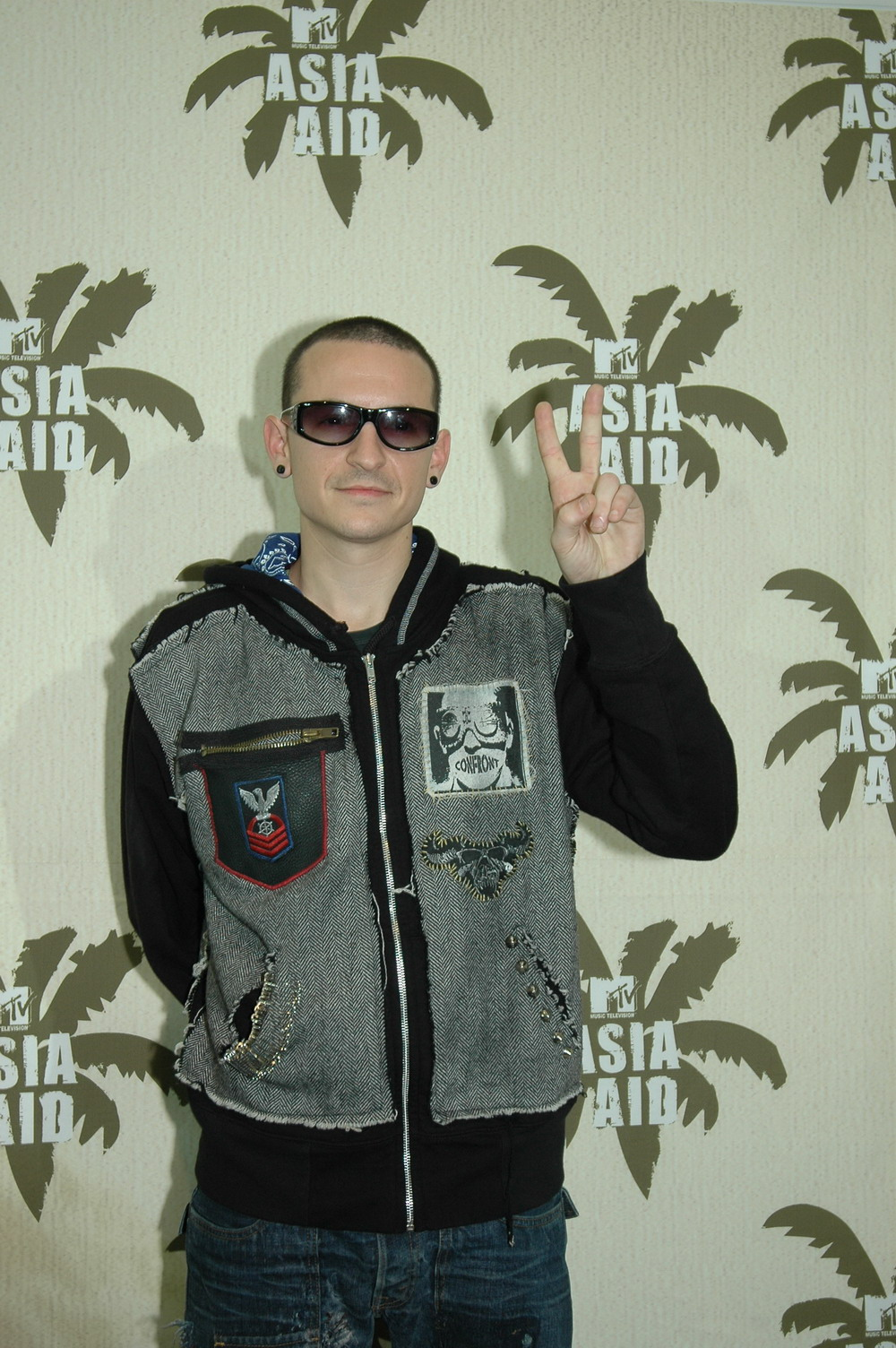
Zpěvák Chester Bennington na předávání cen MTV

### Ostatní projekty a práce na nové desce (2004–2006)
Po tomto období oddechu Linkin Park sice začali s přípravami na nahrávání další desky, ale veškerý postup zbrzdilo zrušení smlouvy s nahrávací společností Warner Bros. Oficiálním stanoviskem skupiny bylo, že koncern nezajišťuje umělcům dostatečnou finanční podporu. Tento spor se podařilo urovnat až na podzim roku 2006.
V této době se Mike Shinoda rozhodl zkusit štěstí i s daleko více hiphopově orientovanou tvorbou, soustředěnou do jeho vedlejšího projektu s názvem Fort Minor. Vydal s ním jedno album, pojmenované The Rising Tied, po němž následovalo i koncertní turné. Na tomto projektu se hudebně podílel i Joe Hahn a pozici neoficiálního poradce převzal Brad Delson.

### AlbumMinutes To Midnighta návrat (2006–2009)

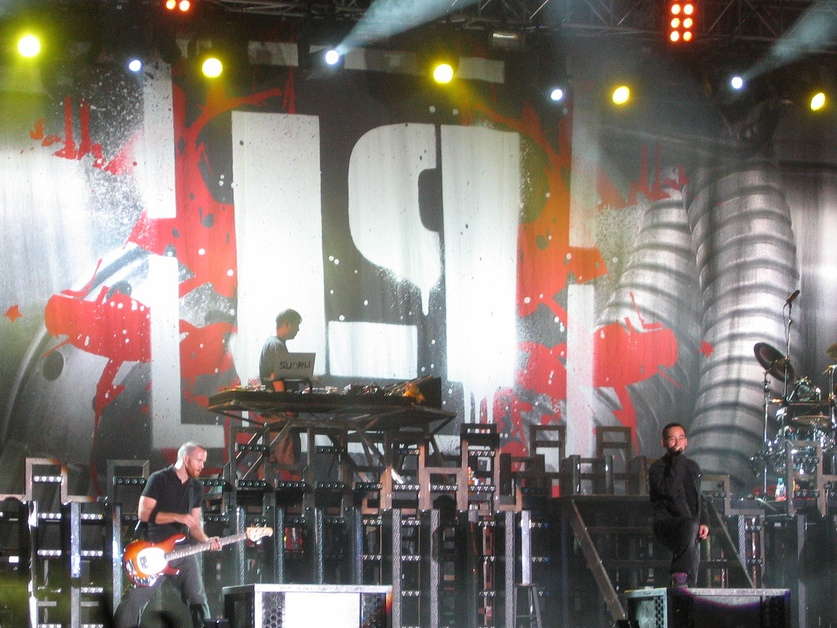
Linkin Park na Nova Rock Festivalu 17. června 2007

V polovině roku 2006 už skupina začala naplno pracovat na materiálu pro novou desku. Jako producenta si vybrali Ricka Rubina, který dříve pracoval například s Beastie Boys, Metallicou a Red Hot Chili Peppers. Podle skupiny byla hlavním impulsem právě k tomuto výběru „snaha vymanit se z nu-metalové škatulky, do které nás dosadili hudební kritici.“ Výsledkem práce, která trvala bezmála čtrnáct měsíců, se stala deska Minutes to Midnight, která vyšla 15. května 2007.
Okamžitě po jejím vydání se Linkin Park vydali na celosvětové turné, jehož součástí byl i koncert v pražské Sazka Areně, 12. června 2007. Jak turné, tak i samotná deska sklidily po světě velký úspěch, především co se týče zájmu fanoušků. Mezi kritiky vyvolala ale deska velký rozkol. Podle jedné části se Linkin Park podařilo opustit nudná klišé nu-metalu a posunout se ve své tvorbě na novou a netušenou úroveň, podle druhé zase skupina přišla o část své jedinečnosti a zapadla tak mezi masu nevýrazných rockových skupin. Zájem fanoušků a podpora skupiny se odrazily i v oceněních, které skupina získala, kdy v listopadu 2007 obdržela skupina při předávání cen MTV European Music Awards 2007 cenu za Nejlepší skupinu roku. V březnu 2008 oznámila skupina nové evropské turné, během kterého se opět zastavila v České republice, a to 17. června v Brně.
V červenci, po ukončení druhého evropského turné se Linkin Park vydali na čtvrtý ročník Projektu Revolution ve Spojených státech. Turné v Číně, plánované na říjen 2008 muselo být kvůli nemoci Chestera Benningtona zrušeno a Linkin Park se tak rovnou pustili do nahrávání nového alba, na němž začali pracovat již v březnu 2008.

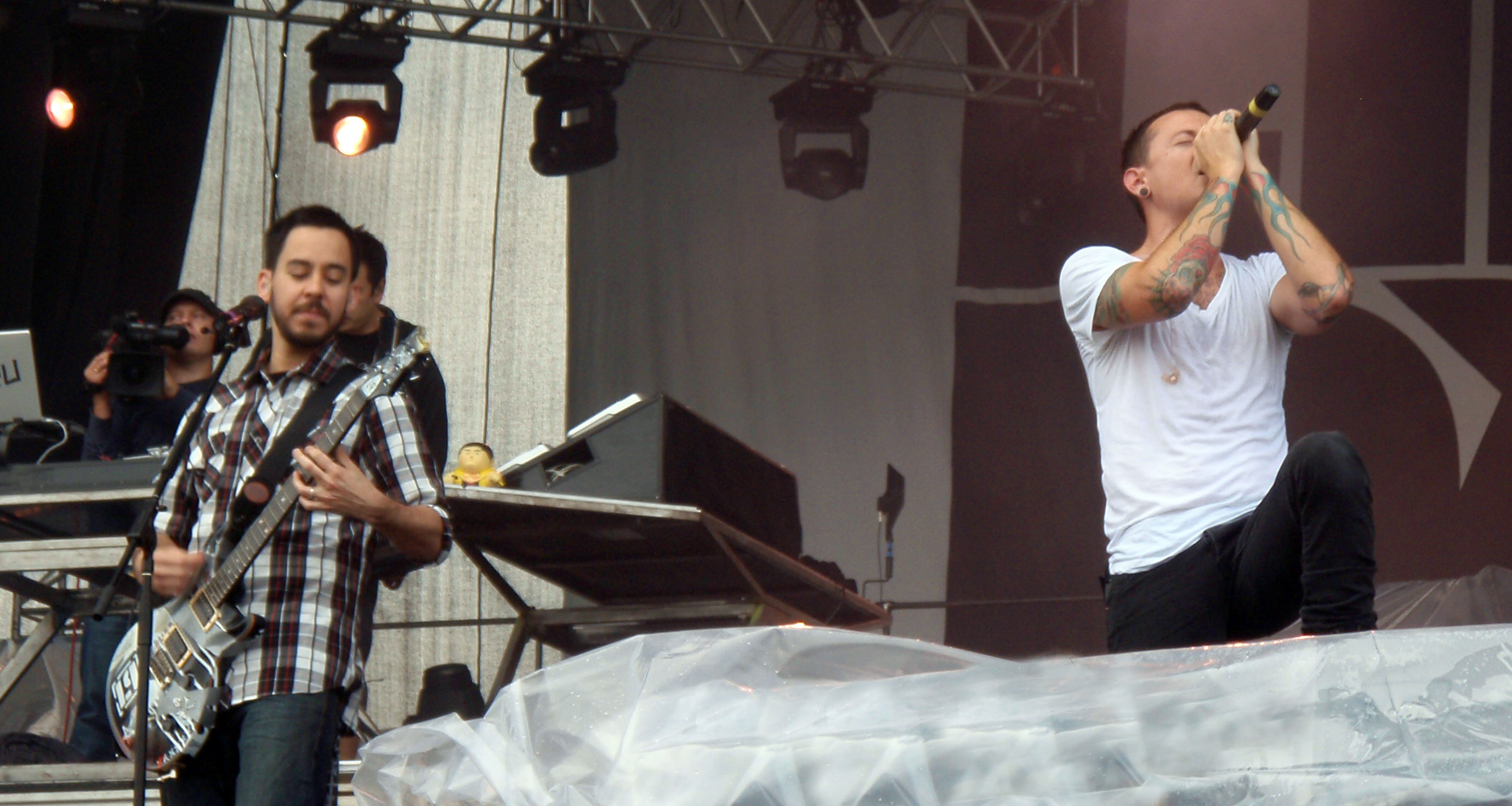
Linkin Park na festivalu Sonisphere ve finském Pori 25. července 2009.

### Vydání stylově vybočujícího albaA Thousand Suns(2010)
Mike Shinoda 12. června 2010 oznámil, že skupina má již hotové nové písně, obal a vymyšlené jméno nadcházející desky. 2. srpna vyšel první singl The Catalyst (videoklip až 26. srpna) z připravovaného alba A Thousand Suns, které vyšlo 14. září 2010 a obsahuje 15 skladeb. Album vyvolalo velké rozpory mezi kritiky. Styl se drasticky odlišuje od předchozí tvorby Linkin Park. Hudba je z většiny elektronická, po klasickém nu-metalu ani stopy. I texty písní jsou velmi odlišné, na rozdíl od předchozích alb, kde Chester zpívá především o vztazích a osobních problémech, je A Thousand Suns zaměřeno hlavně na politické a globální problémy. Album se potýká především s problémem jaderné války a lidskou sebedestrukcí.

### Living Thingsa remixovéRecharged(2012–2013)

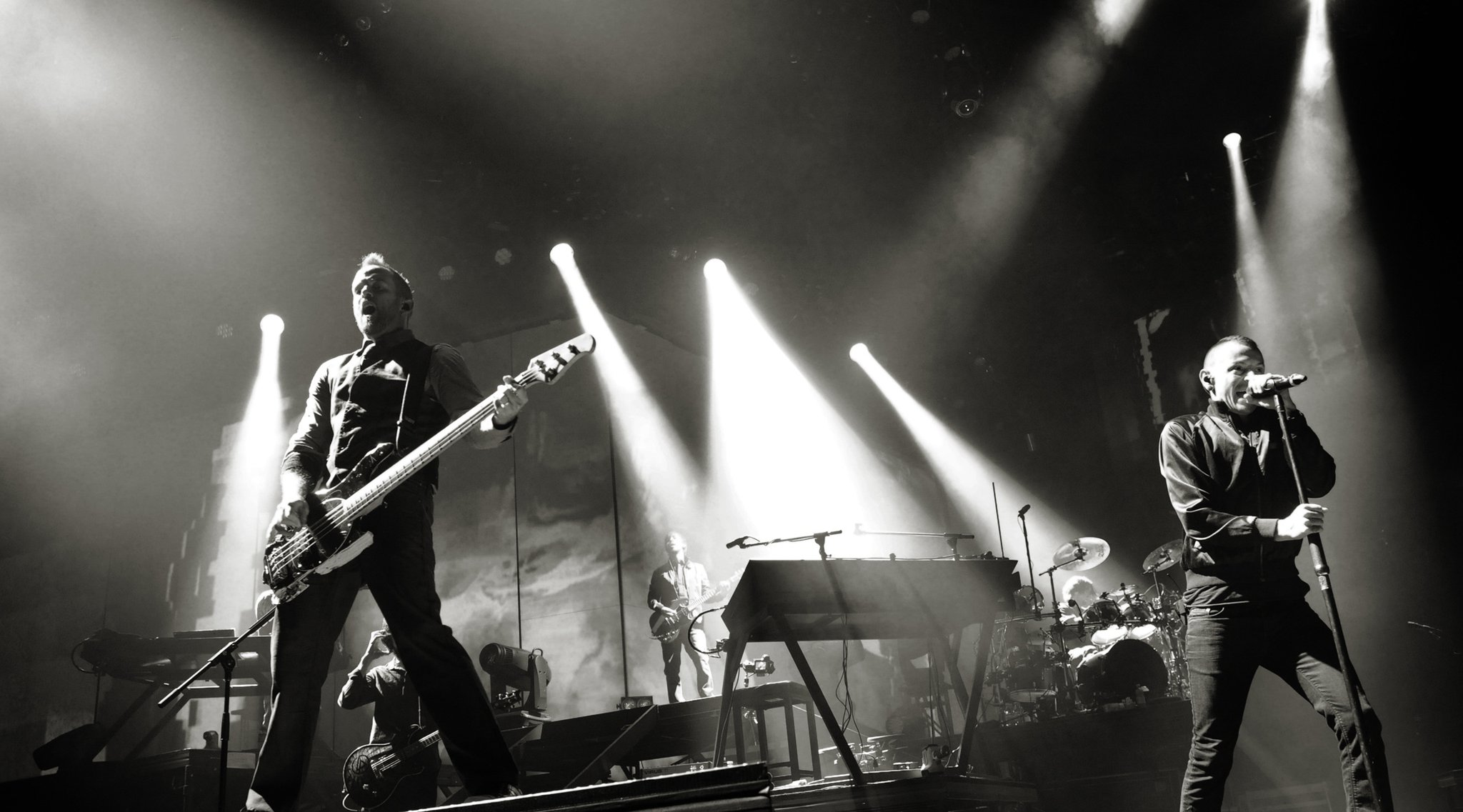
Linkin Park při vystoupení v Berlíně v říjnu 2010

Již roku 2011 se Chester Bennington nechal v několika rozhovorech slyšet, že skupina plánuje a pomalu pracuje na vydání páté studiové desky. 15. dubna 2012 byl oznámen název této desky, jímž je Living Things. Mike Shinoda to zdůvodnil tím, že album je více o lidech a je mnohem více osobní než předešlá alba. Postupem času byly zveřejněny 3 singly pro toto album, jmenovitě Burn It Down, Lost in the Echo a Castle of Glass. Už v prvním týdnu se prodalo více než 220 000 kopií a singl Castle of Glass byl nominován na ocenění 'Best Song in a Game' v 2012 Spike Video Game Awards. Linkin Park s novou deskou splnili to, co na začátku deklarovali. Podařilo se jim spojit všechny důležité elementy z předchozí čtveřice alb.
10. srpna 2013 skupina spolupracovala s americkým hudebníkem Stevem Aokim na nahrávání nového songu A Light That Never Comes pro online hru LP Recharge. Ve stejný den, kdy byla hra vydána, tedy 12. září 2013, zveřejnila skupina na své facebookové stránce zprávu o tom, že se výše zmíněný song objeví na novém remixovém albu pojmenovaném Recharged; vydáno bylo 29. října. Druhé remixové album skupiny obsahuje kromě A Light That Never Comes dalších 13 zremixovaných písniček z pátého studiového alba Living Things, na jejichž přetváření se podílel i Rick Rubin a mnoho dalších. Album se setkalo spíše s negativními názory a u (i těch tuzemských) kritiků dostávalo průměrná a podprůměrná hodnocení.

### The Hunting Party(2013–2014)

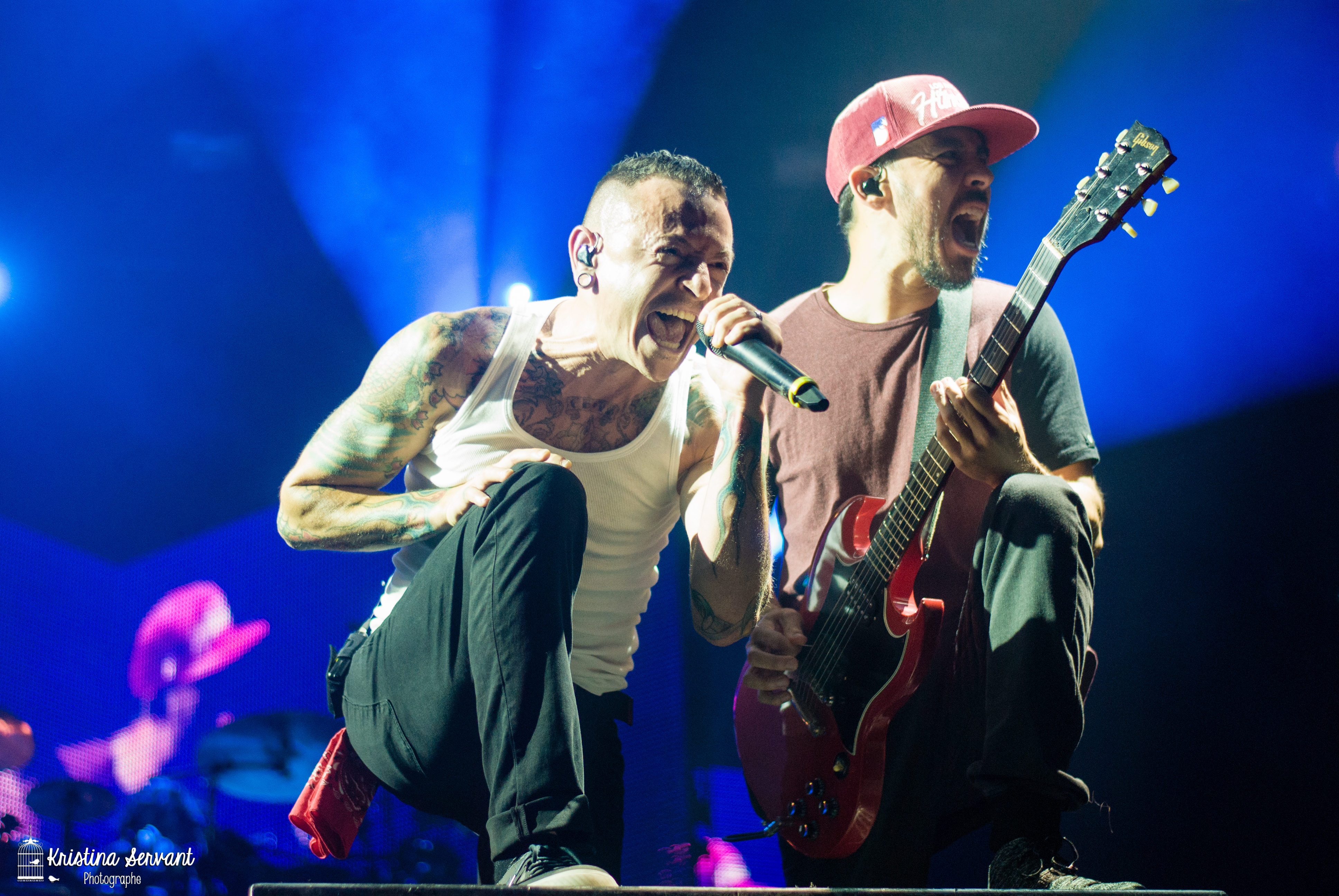
Bennington a Shinoda při živém vystoupení v Montrealu v roce 2014

Při interview s televizní stanicí Fuse Mike Shinoda potvrdil, že skupina začala v květnu 2013 pracovat na šestém studiovém albu. V březnu 2014 uvolnili první singl s názvem Guilty All the Same, jenž mnohé překvapil svým rockovým a metalovým nádechem. Krátce po jeho vydání skupina odhalila název plánovaného alba, The Hunting Party. The Hunting Party je od dob Meteory první album, jehož producentem není Rick Rubin, nýbrž Mike Shinoda a Brad Delson. Jejich záměrem bylo prozkoumat a projít hudební prvky z Hybrid Theory a materiál z dřívějších dob. Shinoda album komentoval jako „rockové nahrávky z 90. let“. Poté pokračoval: „Je to rocková nahrávka. Je to hlasité a je to rock, ale ne v tom smyslu, jaký jste znali dříve, to byl spíše Hardore-Punk-Trash 90. let.“ Album bylo ve většině zemích vydáno 13. června 2014, v USA pak 17. června 2014. Jak už poukázal první uvolněný singl, v šesté studiovce zaslechneme o mnoho častěji kytary, u některých songů metalový a punkový ráz a naopak pocítíme absenci většiny elektronických prvků, které se objevovaly zejména v předchozích dvou albech.

### One More Light(2017)
V průběhu roku 2015 se zrodily první nápady na tvorbu nového alba. Stalo se tak v průběhu The Hunting Party tour, kdy si Mike Shinoda zapisoval své nápady do mobilního telefonu. Tvorbě nového alba se začali plně věnovat hned, jak skončilo turné. Většina skladeb byla napsána a nahrána v Los Angeles, nicméně některé skladby byly nahrány v Londýně nebo v Kanadě, protože kapela na albu spolupracovala s nezvykle velkým množstvím hostujících zpěváku. Počátkem roku 2016 se kapela rozhodla, že poprvé za její existence, dovolí svým fanouškům být součástí tvůrčího procesu kapely. Toho dosahovali například pomocí živých vysílání na sociálních sítích. V rozhovoru pro časopis Billboard Shinoda řekl: „Soustředíme se téměř výhradně na texty, ne na zvuk, žánr, aranžmá, nebo melodie. Děláme to tak, jak nám to Rick Rubin říkal už léta, a my ho nikdy neposlouchali, protože vždycky jsme psali výhradně hudbu, a potom texty.“

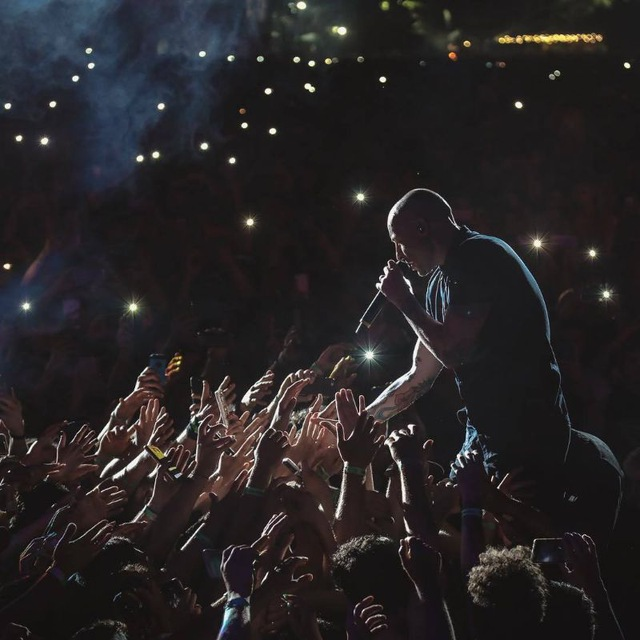
Chester Bennington během One More Light World Tour

Kapela během tvůrčího procesu napsala kolem 70 skladeb. Podle členů bylo nesmírně obtížné vybrat ty nejlepší a zařadit je na novou desku. Také poprvé v historii kapely nese album stejný název jako skladba, která je v tomhle albu. Jde o nejkratší album, co se stopáže týče. Jeho délka je 35:19. Album obsahuje 10 skladeb.
Například o skladbě „Sharp Edges“ Brad Delson, kytarista kapely, řekl: „Miluji všechnu tu akustickou práci na Sharp Edges.“ Album se ale na rozdíl od starších alb liší svým novým pojetím a žánrem, který více směřuje k popu, což někteří kritici a někteří skalní fanouškové nemohli vystát. Na albu spolupracovalo mnoho dalších umělců. Ve skladbě Heavy zpívala vokály americká popová zpěvačka Kiiara.
Ve skladbě „Good Goodbye“ jsou verše od raperů Pusha T a Stormzy. Žánrově album zapadá mezi žánry jako pop, pop rock nebo electropop.
O skladbě „One More Light“ Shinoda řekl: „Je to o šokující ztrátě kamarádky naší skupiny, která pracovala pro vydavatelství. Nečekaně zemřela na rakovinu. Měli jsme tehdy trochu jiný koncept na album, ale když se to stalo a přišel jsem do studia, bylo to to jediné, na co jsem dokázal myslet. Tak jsem napsal ‚One More Light‘, a když jsem to ukázal klukům, náš kytarista Brad Delson se rozplakal. I to bylo vůbec prvně, co se nám při tvorbě něco takového stalo.“
Na obalu alba jsou děti hrající si na pláži. V interview pro magazín Kerrang! Shinoda vysvětlil, že všechny ty děti, které na obalu můžeme vidět, jsou jednoho přítele kapely a vyjadřují pocity členů kapely, když jsou jejich rodiny pospolu. Snímek byl pořízen na pláži v kalifornském Venice Beach fotografem Frankem Maddocksem.
11. června 2017 se Linkin Park, v rámci celosvětového One More Light tour, zastavili i v Praze. Koncert byl v rámci Aerodrome Festivalu, kde mimo jiné vystupovali např. Simple Plan. 
V České republice se kapela objevila po téměř 10 letech. Naposledy koncertovali v roce 2008 v Brně. Letiště v pražských Letňanech praskalo ve švech. Kapela byla během tohoto turné ve skvělé kondici, což se odrazilo i na návštěvnosti. V době koncertu bylo přítomno zhruba 25 000 lidí. Kapela zahrála jak nové skladby z nového alba, tak i starší, ale neopomenutelné hity jako „Crawling“ nebo „One Step Closer“.
Mike Shinoda také poděkoval českým fanouškům, protože album One More Light se stalo v České republice jedno z nejprodávanějších vůbec.

### Smrt Chestera Benningtona
Dne 20. července 2017 byl zpěvák skupiny Chester Bennington nalezen mrtev ve své rezidenci v Palos Verdes Estates v Kalifornii.
Podle vyšetřovací zprávy koronera spáchal sebevraždu oběšením. V jeho těle byly vyloučeny drogy, nicméně v místnosti se našla poloprázdná láhev od alkoholu.
Mike Shinoda poté jeho smrt potvrdil na svém twitterovém účtu: „Šokován a se zlomeným srdcem oznamuji, že je to pravda. Oficiální vyjádření vydáme brzy.“ Skupina poté oznámila zrušení zbylého „One More Light Tour“ v Severní Americe, které mělo začít 27. července 2017, tedy týden po Chesterově sebevraždě. O příčinách sebevraždy se vedou rozsáhlé debaty, nicméně sám Chester se netajil tím, že trpěl těžkými depresemi, které mohly být ještě zesíleny poté, co se 18. května 2017 oběsil zpěvák americké rockové skupiny Soundgarden Chris Cornell, který byl pro Chestera velkou inspirací, a také byli blízcí přátelé. Chestera to hodně zasáhlo. V show Jimmyho Kimmela, 19. května 2017, měla kapela zahrát skladbu „Heavy“, nicméně kapela na počest svého zesnulého přítele zařadila skladbu „One More Light“.

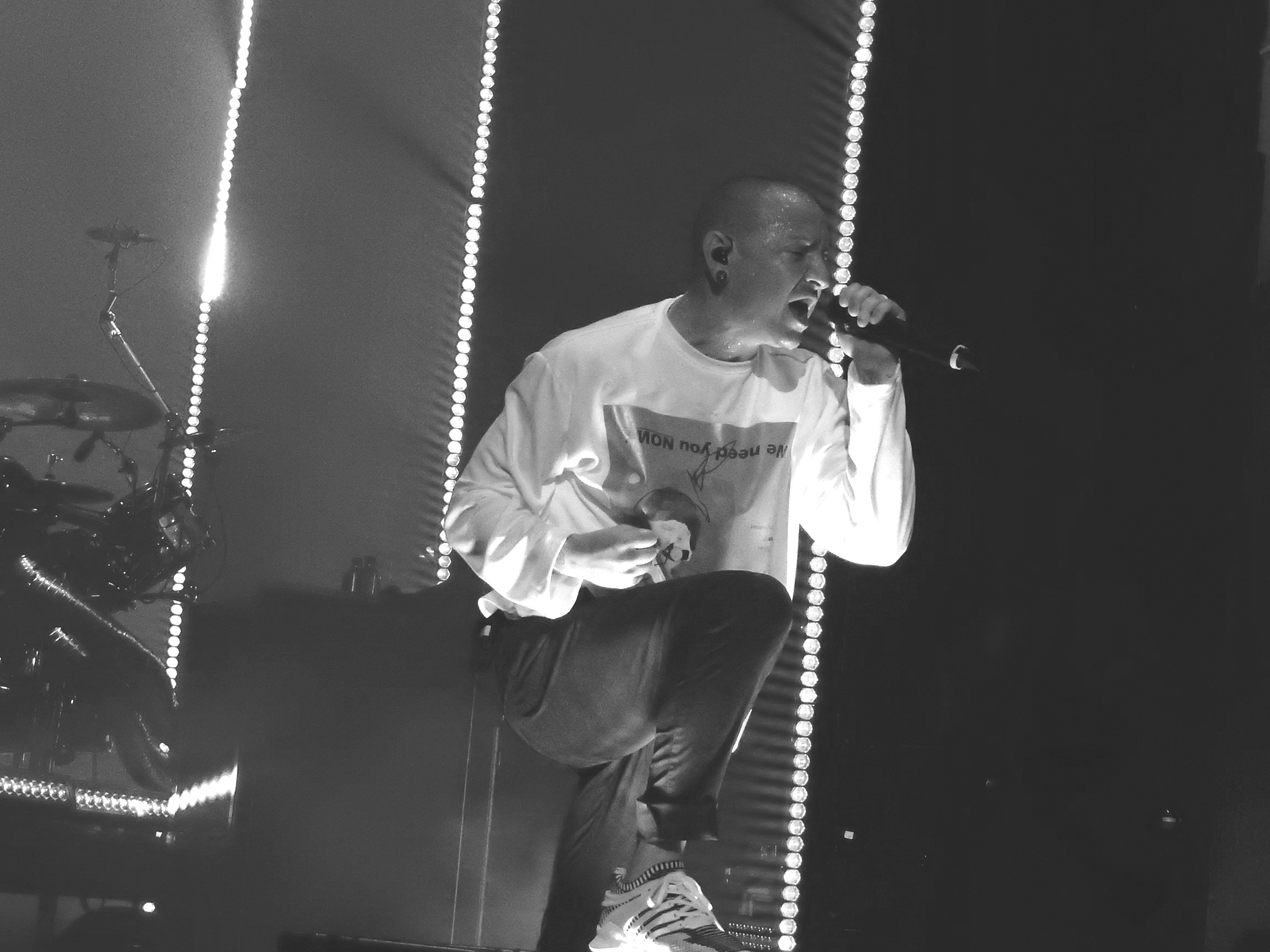
Chester Bennington během jednoho ze svých posledních vystoupení

Chester Bennington byl smrtí přítele natolik zasažen, že ani nebyl schopen píseň dozpívat do konce.
Hovoří se také o tom, že vliv na jeho psychický stav mohly mít zážitky z jeho života, kdy v dětství byl sexuálně zneužíván, nebo snad jeho drogová závislost v minulosti.
Mike Shinoda později řekl, že v průběhu nahrávání nového alba se mu Chester svěřil, že se nenachází zrovna v nejlepší psychické kondici, nicméně během posledních dnů členové kapely, ba dokonce ani rodina, nepozorovaly sebemenší náznaky depresivních nálad, či sklonů. Později, pár měsíců po smrti Chestera, zveřejnila jeho manželka Talinda Bennington video, které bylo pořízeno 36 hodin před jeho smrtí, ve kterém tráví volný čas se svými dětmi, a nic nenasvědčuje tomu, že by přemýšlel o sebevraždě. Chester Bennington zemřel dne 20. července 2017, v den nedožitých 53. narozenin svého blízkého přítele Chrise Cornella. Pohřeb se konal 29. července 2017 v Kalifornii.
Bennington se také objevil v Carpool Karaoke, které bylo natočeno pouze 6 dní před jeho smrtí. Rodina Benningtona dala svolení odvysílat tento díl jako video na jeho počest.
Zbylí členové kapely uspořádali 27. října 2017 koncert v kalifornském Hollywood Bowl na počest a oslavu života Chestera Benningtona. Koncert byl pojmenován „Linkin Park and Friends – Celebrate Life in Honor of Chester Bennington“. Vystupovalo zde několik přátel kapely, např. Blink-182, členové kapel System of a Down, Korn, Avenged Sevenfold, Sum 41, Bring Me the Horizon, A Day to Remember, Yellowcard a Kiiara. Hrály se skladby napříč tvorbou kapely. Skladba Roads Untraveled, která pochází z alba Living Things, zde byla zahrána vůbec poprvé živě. Mike Shinoda také představil první píseň, kterou napsal po smrti frontmana kapely. Název „Looking For An Answer“ říká mnohé o rozpoložení, ve kterém se členové nacházejí.
Dne 16. listopadu 2017 kapela oznámila vydání nového alba „One More Light: Live“, které obsahuje živé záznamy z posledních koncertů s Chesterem Benningtonem.
Všechny záznamy pocházejí z koncertů „One More Light Tour“ po Evropě.

### Přestávka a reedice (2017–2023)
Od Benningtonovy smrti měl Linkin Park neurčitou přestávku. Na Instagramu byl Shinoda dotázán, zda Linkin Park v budoucnu vystoupí s hologramovou verzí Benningtona. Mike Shinoda potvrdil, že k něčemu takovému nikdy nedojde.
Dále byl Shinoda opětovně tázán o budoucnosti Linkin Park. Přiznal, že všichni členové stále milovali nahrávání a koncertování. Potvrdil, že by se kapela mohla vrátit s novým zpěvákem. Nechtěl nahradit Chestera, dle jeho slov chtěl pokračovat pouze pokud by se našel někdo, kdo do kapely zapadne a bude mít rytmus stejně jako ostatní členové.
Shinoda, Farrell a Hahn začali od roku 2019 společně pracovat na nové hudbě, aniž by to jakkoli veřejně oznámili, a později se k nim připojil Delson, ačkoli Bourdon se rozhodl neúčastnit. V roce 2019 se kapela seznámila se zpěvačkou Dead Sara Emily Armstrong a krátce poté s ní začala pracovat na hudbě, spolu s různými dalšími hudebníky, včetně bubeníka Colina Brittaina.
V dubnu 2020 baskytarista Dave Farrell prozradil, že kapela pracuje na nové hudbě. Dne 13. srpna skupina vydala skladbu „She Couldn't“, která byla původně nahrána v roce 1999, a byla zařazena na edici k 20. výročí debutového alba Hybrid Theory. Na začátku roku vydali remix skladby „One Step Closer“. Na otázku ohledně restartu kapely Shinoda uvedl, že skupina nepracuje na novém albu, nové hudbě ani na turné.
V únoru 2023 kapela slavila 20. výročí alba Meteora. Při této příležitosti odhalila dosud nevydané demo „Lost“, které bylo oficiálně vydáno 10. února jako hlavní singl z reedice alba, jež vyšlo 7. dubna. Dne 24. března byl vydán i druhý singl „Fighting Myself“.

### Reformace aFrom Zero(2023–současnost)
Dříve nevydaná píseň z nahrávání One More Light, „Friendly Fire“, byla vydána 23. února 2024. Následovalo první album největších hitů skupiny, Papercuts, které vyšlo 12. dubna. Album zahrnuje nejprodávanější singly vydané v letech 2000 až 2023. Kolekce obsahuje také skladbu „Friendly Fire“ a první oficiální vydání písně „QWERTY“, která se poprvé objevila na LP Underground 6.0 v roce 2006.

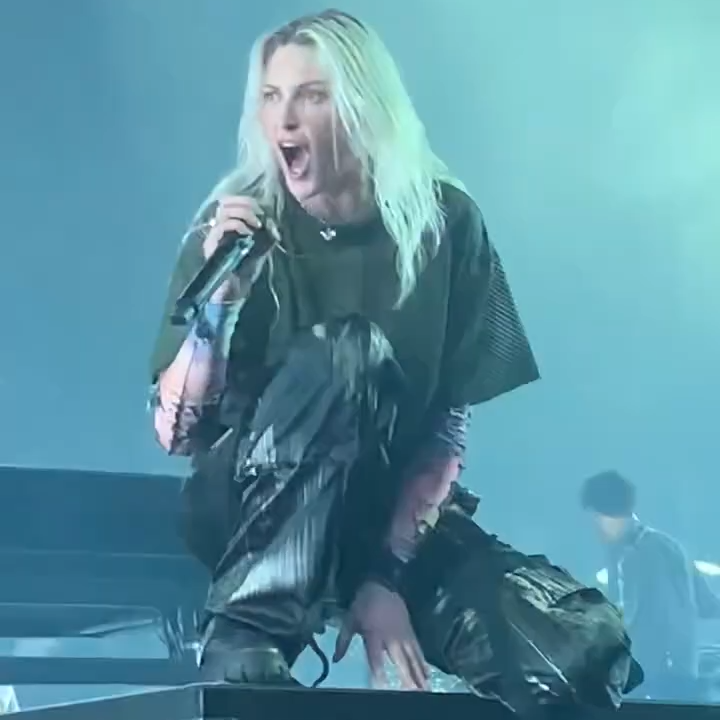
Emily Armstrong při vystoupení s Linkin Park v září 2024

Dne 30. dubna 2024 magazín Billboard informoval, že bookingová agentura Linkin Park WME přijala nabídky jak na potenciální reunionové turné, tak na headlinerské festivalové koncerty, které by se měly uskutečnit v roce 2025, a to v sestavě Shinoda, Delson, Farrell a zpěvačka místo Benningtona.
Dne 24. srpna skupina sdílela bez jakéhokoli vysvětlení či kontextu 100hodinové odpočítávání, které skončilo 28. srpna. Časomíra se nezastavila a počítala dál. Nikdo přesně nevěděl, co se bude dít dál. Dne 29. srpna 2024 na svých stránkách k odpočtu přidali text „Be part of something, September 5“, tedy výzvou fanouškům, ať jsou 5. září „součástí něčeho“.
Dne 5. září 2024 proběhla v Los Angeles akce pro fanoušky, kteří jsou součástí komunity Linkin Park Underground. Akce byla zároveň streamována na internetu. Během vystoupení bylo odhaleno, že novou vokalistkou je Emily Armstrong ze skupiny Dead Sara a bubeníka Roba Bourdona nahradí Colin Brittain. Zároveň bylo oznámeno nové album s názvem From Zero s plánovaným vydáním 15. listopadu 2024. Na akci zazněl nový singl "The Emptiness Machine" a další světově známé skladby kapely Linkin Park.
Oznámení Armstrongové jako nové zpěvačky skupiny Linkin Park vzbudilo kontroverze ohledně její údajné podpoře Dannyho Mastersona před jeho odsouzením za znásilnění v roce 2023. Dále se fanouškům nelíbily její vazby na scientologickou církev, o nichž poprvé informoval bývalý člen církve a frontman skupiny Mars Volta Cedric Bixler-Zavala. Armstrongová na kritiku reagovala 6. září v příspěvku na Instagramu, kde uvedla, že s Mastersonem nebyla v kontaktu od doby, kdy se zúčastnila jeho soudního jednání v roce 2020. Zároveň odsoudila jeho zločiny a vyjádřila soustrast s oběťmi.
Linkin Park zahájili 11. září v Kia Forum v Inglewoodu turné s jedenácti koncerty pro rok 2024 napříč čtyřmi kontinenty. V roce 2025 mají podle dostupných informací intenzivně koncertovat. Během comebackového koncertu vystoupil místo Brada Delsona hudebník Alex Feder. V následujícím prohlášení skupiny Delson uvedl rozhodnutí stáhnout se z turné a soustředit se na zákulisí koncertů a kapely. Závěr turné je naplánován na 12. prosince 2024 na festivalu Soundstorm v saúdskoarabském Rijádu.[potřebuje aktualizovat]
Dne 24. září 2024 vydali druhý singl "Heavy Is the Crown" z nejnovějšího alba From Zero. Tento singl je propagační písnička League of Legends World Championship 2024.
Těsně před vydáním alba vyšly ještě dva singly – "Over Each Other" a "Two Faced".
Album From Zero vyšlo 15. listopadu. Skupina rovněž potvrdila velké světové turné, během kterého přijedou i do Hradce Králové na Rock for People.
Skupina 27. března 2025 vydala novou skladbu "Up From The Bottom", kterou označila jako svoji doposud nejlepší. Následovaly singly "Unshatter" a "Let You Fade". Všechny tři skladby patří do deluxe edice alba From Zero.
Dne 31. května 2025 skupina vystoupila během finále Ligy mistrů UEFA 2025 v Allianz Areně v Mnichově.
Dne 15. června 2025 vystoupili na Rock for People v Hradci Králové. V České republice vystoupili po osmi letech. Součástí hudební sestavy byla i zpěvačka Emily Armstrong a bubeník Colin Brittain.

## Hudební styl a vlivy
Linkin Park se vyznačují svou experimentální povahou. Každé album nám vždy přináší něco trochu jiného. Zatímco první dvě alba jsou značně nu-metalová (za což si skupina permanentně vysloužila tohle označení, alespoň pro prvotní tvorbu) – kombinují v nich rap a zpěv, to všechno do zvuku kytar, bicích a elektroniky, v dalších albech se členové od tohoto původního stylu oddalují.
S příchodem třetího alba se zaměřili více na alternativní rock a alternativní metal s částečným zachováním původních unikátních elementů.
Velký průlom přichází až ve čtvrtém studiovém albu, kde Linkin Park dokazují, že se opravdu nebojí s žánry experimentovat. Oproti třetí studiovce se tohle album odlišuje tím, že je drtivá většina songů elektronická, najdeme zde jen málo znaků rocku.
V podobném, avšak ne stejném duchu se nese i páté album, ve kterém se do popředí dostává vedle elektroniky opět i rock.
Nevyzpytatelnost skupiny se ukázala na šestém studiovém albu, které se vrací k původním kořenům, avšak ne tak k nu-metalu, jako spíš k (hard) rocku a alternativnímu metalu.
Se sedmým albem přichází další významná změna stylu, která jen dokazuje nevyhraněnost této kapely. Hlavní slovo dostává opět elektronika, tentokrát se však album nese spíše v pop-rockových až popových rytmech.
Mezi vlivy skupiny Linkin Park patří Soundgarden, Alice in Chains, Pearl Jam, Stone Temple Pilots, Jane's Addiction, Nirvana, Red Hot Chili Peppers, Nine Inch Nails, Ministry, Skinny Puppy, Machines of Loving Grace, Metallica, Refused, Minor Threat, Fugazi, Descendents, Misfits, Beastie Boys, Run-DMC, A Tribe Called Quest, Rob Base and DJ E-Z Rock, N.W.A, Public Enemy, KRS-One, Boogie Down Productions, Led Zeppelin, Rage Against the Machine a the Beatles.
Mnoho textů písní skupiny se zabývá odcizením, introverzí, osobním bojem a utrpením.

## Filantropie
Dne 19. ledna 2010 vydali novou píseň „Not Alone“ jako součást kompilace s názvem Download to Donate for Haiti na podporu krize způsobené zemětřesením na Haiti v roce 2010. Následně zveřejnili oficiální videoklip k této písni a 21. října 2011 vydali i samotný singl.
Dne 11. ledna 2011 byla spuštěna aktualizovaná verze tohoto kompilačnímu albu, nazvaném Download to Donate for Haiti V2.0, s více písněmi ke stažení.
Mike Shinoda navrhoval dvě trička, jejichž výtěžek byl věnován organizaci Music for Relief na pomoc obětem zemětřesení a tsunami v Tóhoku v roce 2011.
Po tajfunu Haiyan v roce 2013 zahráli v klubu Nokia v rámci akce „Music for Relief: Concert for the Philippines“ v Los Angeles. Vybírali zde peníze a dary pro oběti. Show byla vysílána na AXS TV. Mezi dalšími umělci, kteří se účastnili této show byli The Offspring, Bad Religion, Heart a Filharmonic.

## Odkaz v kultuře
Linkin Park celosvětově prodali více než 100 milionů desek. První studiové album skupiny Hybrid Theory je jedním z nejprodávanějších alb v USA (12 milionů prodaných kopií) i celosvětově (30 milionů prodaných kopií). Časopis Billboard kapelu v roce 2012 odhadoval jako 40. nejlépe placeného hudebního umělce. Jedenáct singlů skupiny se dostalo na první místo žebříčku Billboard's Alternative Songs, což je druhý nejvyšší počet mezi všemi umělci.
Linkin Park se stali první rockovou kapelou, která dosáhla více než jedné miliardy zhlédnutí na YouTube.
Jon Caramanica v deníku The New York Times napsal, že Linkin Park na začátku roku 2000 přivedli střet hard rocku a hip hopu na svůj komerční a estetický vrchol.
Několik rockových i nerockových umělců uvedlo Linkin Park jako svůj vliv, například Of Mice & Men, One OK Rock, Kutless, My Heart to Fear, Ill Niño, Bishop Nehru, From Ashes to New, Bring Me the Horizon, Spyair, Hardy, I Prevail, Crossfaith, AJ Tracey, the Chainsmokers, the Devil Wears Prada, Steve Aoki, Blackbear, Halsey, Amber Liu, Machine Gun Kelly, Billie Eilish, Starset, the Weeknd, a You Me at Six.
Během svého 20. výročí dne 20. srpna 2020 ve spolupráci s českou hudební videohrou pro virtuální realitu Beat Saber vydali 11 map založených na jejich písních.

## Členové

### Současní členové
- Mike Shinoda – rap, zpěv, klávesy, rytmická kytara, samplování, doprovodné vokály (1996–2017, 2023–současnost)
- Joe Hahn – DJ, samplování, gramofony, programování, (1996–2017, 2023–současnost), doprovodné vokály (2000–2017, 2023–současnost)
- Brad Delson – sólová kytara, doprovodné vokály (1996–2017, 2023–současnost), klávesy (2007–2017), basová kytara (2000)
- David „Phoenix“ Farrell – basová kytara, doprovodné vokály (1996–1999, 2000–2017, 2023–současnost), klávesy (2008–2017)
- Emily Armstrong – zpěv (2023–současnost)
- Colin Brittain – bicí, perkuse (2023–současnost)

### Bývalí členové
- Mark Wakefield – zpěv (1996–1998)
- Chester Bennington – zpěv (1999–2017; zemřel 2017)
- Rob Bourdon – bicí, perkuse (1996–2017)
- Kyle Christner – basová kytara (1999)[88]

### Hostující členové při turné
- Scott Koziol – basová kytara (2000)[88]
- Alex Feder – sólová kytara, doprovodné vokály (2024–současnost)[89]

## Diskografie

### Studiová alba
- 2000 – Hybrid Theory
- 2003 – Meteora
- 2007 – Minutes to Midnight
- 2010 – A Thousand Suns
- 2012 – Living Things
- 2014 – The Hunting Party
- 2017 – One More Light
- 2024 – From Zero

### Demo alba
- 1997 – Xero

### Živá alba
- 2003 – Live in Texas
- 2008 – Road to Revolution: Live at Milton Keynes
- 2017 – One More Light Live

### Kompilace
- 2010 – A Decade Underground
- 2013 – Studio Collection 2000–2012
- 2023 – Lost Demos
- 2024 – Papercuts

### Remixová alba
- 2002 – Reanimation
- 2013 – Recharged

### EP
- 1999 – Hybrid Theory EP
- 2002 – In the End: Live & Rare
- 2004 – Collision Course
- 2008 – iTunes Live from SoHo
- 2008 – Songs from the Underground
- 2011 – 2011 North American Tour
- 2011 – A Thousand Suns: Puerta de Alcalá
- 2011 – iTunes Festival: London 2011
- 2012 – Stagelight Demos
- 2014 – A Light That Never Comes
- 2015 – Darker Than Blood: Remixes
- 2023 – Evolution of Mike Shinoda

### Výroční alba
- 2020 – Hybrid Theory (20th Anniversary Edition)
- 2023 – Meteora (20th Anniversary Edition)

### Video alba
- 2001 – Frat Party at the Pankake Festival
- 2003 – Live in Texas
- 2004 – Collision Course
- 2008 – Road to Revolution: Live at Milton Keynes

## Koncertní turné

#### Hlavní
- Hybrid Theory World Tour (2001)
- Projekt Revolution (2002–2008, 2011)
- LP Underground Tour (2003)
- Meteora World Tour (2004)
- Minutes to Midnight World Tour (2007–08)
- International Tour (2009)
- A Thousand Suns World Tour (2010–2011)
- Living Things World Tour (2012–2013)
- The Hunting Party Tour (2014–2015)
- One More Light World Tour (2017)
- Linkin Park and Friends: Celebrate Life in Honor of Chester Bennington (2017)
- From Zero World Tour (2024)

#### Společná turné
- 11th Annual Honda Civic Tour (s Incubus) (2012)
- Carnivores Tour (s Thirty Seconds to Mars) (2014)

## Linkin Park Underground
Linkin Park Underground je oficiální americký fanklub skupiny Linkin Park. Svým členům nabízí oproti řadovým fanouškům celou řadu výhod, například možnost setkat se před koncertem se skupinou, koupit si lístky na koncert dříve než všichni ostatní, získat přístup na webovou stránku fanklubu, která pravidelně organizuje diskuze se samotnými členy Linkin Park. Součástí členství je i balíček, který každý člen obdrží jednou ročně. Obsahuje tričko značky DC, navržené Mikem Shinodou, CD s nahrávkami zatím nevydaných skladeb a živých verzí skladeb vydaných, dopis od Linkin Park, klíčenku, řadu samolepek a členskou kartu. Cena členství na jeden rok se liší podle jeho druhu.